# Acetonitryl
Acetonitryl, cyjanometan, CH
3C≡N – organiczny związek chemiczny, najprostszy nitryl (nitryl kwasu octowego). Acetonitryl jest łatwopalny, ma eterowy zapach, bez ograniczeń miesza się z wodą. Jest mało reaktywny dlatego jest popularnie stosowany jako rozpuszczalnik m.in. w chromatografii (LC, HPLC), elektrochemii, syntezie organicznej i nieorganicznej.